# Tropidophorus microlepis
Tropidophorus microlepis — вид сцинкоподібних ящірок родини сцинкових (Scincidae). Мешкає в Індокитаї.

## Поширення і екологія
Tropidophorus microlepis мешкають на півдні В'єтнаму і Лаосу, на півдні Камбоджі, зокрема в горах Кравань і Дамрей, а також в провінції Чантхабурі на південному сході Таїланду. Вони живуть у вічнозелених мусонних лісах, на берегах водойм. Зустрічаються на висоті від 180 до 500 м над рівнем моря.